# Dorfkirche Punschrau

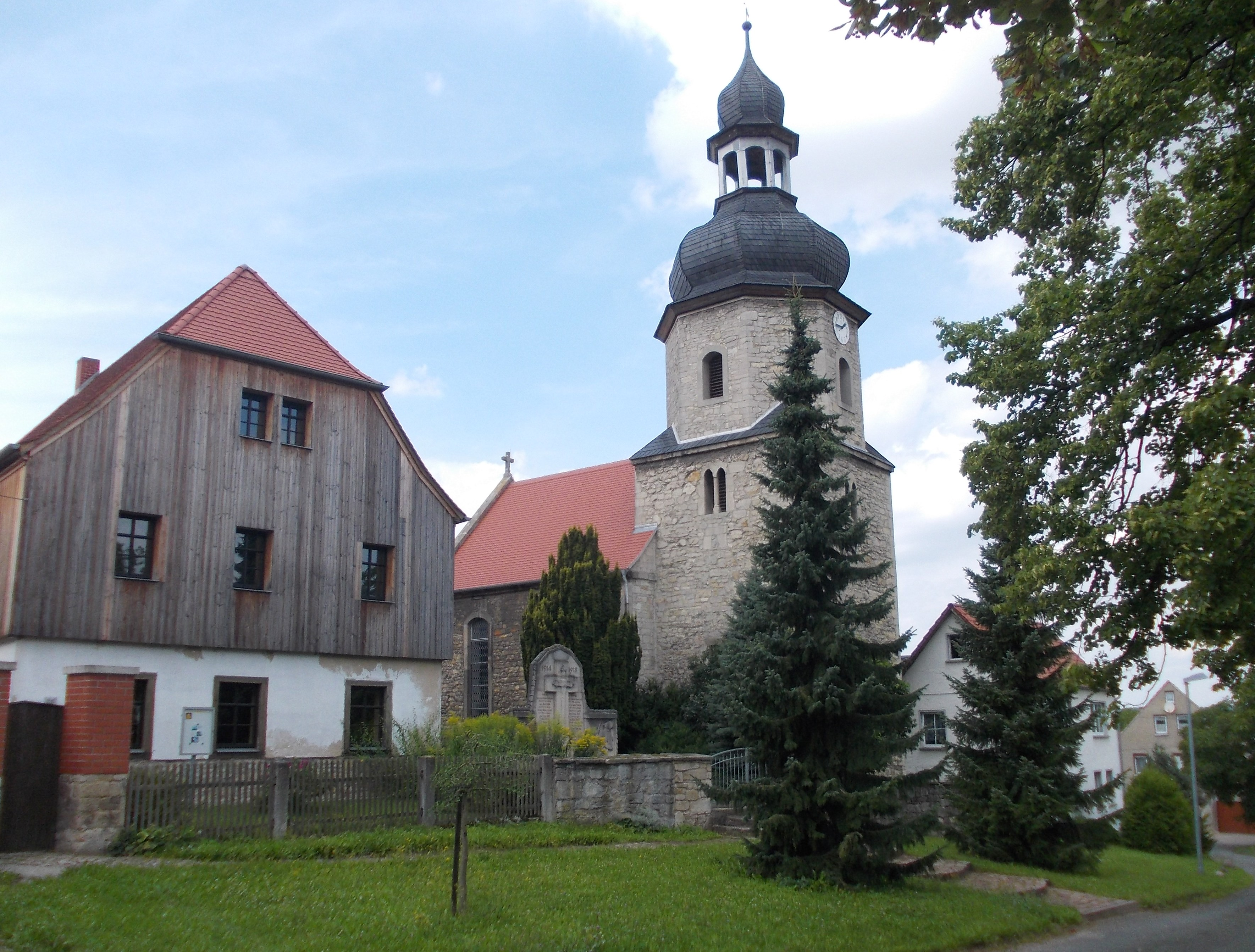
Kirche Punschrau

Die evangelische Dorfkirche Punschrau befindet sich Punschrau, einem Ortsteil von Bad Kösen, einem Stadtteil von Naumburg (Saale) im Burgenlandkreis in Sachsen-Anhalt. Sie steht unter Denkmalschutz und ist mit der Erfassungsnummer 094 30024 im Denkmalverzeichnis des Landes registriert.

## Beschreibung

### Gebäude
Die Chorturmkirche auf dem Dorfanger des Ortes besitzt einen massiven Turm mit einer Eckquaderung. Die gepaarten Spitzbogenfenster im ehemaligen Glockengeschoss sind frühgotisch. Das saalartige Schiff stammt aus der Zeit um 1773/74. In diesen Jahren erfolgte auch eine Turmerhöhung mit einem Achteckgeschoss mit Haube.

### Innenraum und Ausstattung
Im Innern befindet sich eine gedrückte Tonne aus Holz. Die Decke im Altarraum ist modern flach ausgeführt. Zur Ausstattung gehören eine gotische Sakramentsnische, eine doppelgeschossige Hufeisenempore, auf der sich im Westen eine kleine Orgel von Matthias Vogler aus dem Jahr 1809 befindet, sowie ein schlichter Kanzelaltar aus dem Jahr 1779 mit seitlichen Durchgängen.

## Sonstiges
Die Bronzeglocke der Kirche wurde im Jahr 1786 durch die Gebrüder Ulrich in Laucha/Apolda gegossen. An der Kirchhofmauer befinden sich barocke Grabsteine.